# Хаймберг, Мишель
Мишель Хаймберг (итал. Michelle Heimberg, род. 2 июня 2000) — швейцарская прыгунья в воду, двукратная чемпионка Европы, призёр чемпионатов Европы, чемпионка III Европейских игр 2023 года.

## Биография
Первые успехи Хаймберг были зафиксированы на молодежном уровне. Она смогла завоевать серебряную медаль в командных соревнованиях на чемпионате Европы в 2014 году. В следующем году она занял третье место в прыжках с метрового трамплине на молодежном чемпионате Европы в Москве, а в 2016 году завоевала золотую медаль в синхронных прыжках с 3-х метрового трамплина. В этом же году Мишель впервые приняла участие на молодёжном чемпионате мира, где стала четвёртой в прыжках с метрового трамплина.
В июне 2017 года швейцарская спортсменка дебютировала на взрослом чемпионате Европы и завоевала серебряную медаль в прыжках с 3-х метрового трамплина, уступив только украинке Анне Письменской. Это была первая медаль Швейцарии, выигранная в прыжках в воду за 91 год истории континентальных чемпионатов. Затем, в июле 2017 года, она впервые в карьере приняла участие во взрослом чемпионате мира в Будапеште.
Мишель Хаймберг принимала участие в юношеских Олимпийских играх в Буэнос-Айресе в 2018 году, где заняла итоговое 8-е место в прыжках в миксте с трёхметрового трамплина.
На чемпионате Европы по прыжкам в воду, в 2019 году в Киеве, она завоевала бронзовую медаль в миксте с трёхметрового трамплина.
На Кубке Мира 2021 года в Японии, Мишель в прыжках с трамплина 3 метра стала в итоговом протоколе 10-й, что позволило ей завоевать для своей страны лицензию на Игры в Токио. В мае 2021 года, на чемпионате Европы по водным видам спорта, который состоялся в Венгрии, Мишель в прыжках с метрового трамплина, с результатом 255.55, стала серебряным призёром чемпионата.
Выступала на Европейских играх 2023 года, где завоевала золотую медаль (в прыжках с 1-метровго трамплина) и бронзовую (в прыжках с 3-метрового трамплина).